# Rede Cidade Verde
Rede Cidade Verde é uma rede de televisão brasileira sediada em Cuiabá, Mato Grosso. Faz parte do Grupo Cidade Verde de Comunicação, conglomerado de mídia fundado pelo empresário Luiz Carlos Beccari. É considerada a segunda maior emissora do estado de Mato Grosso.

## História
A ideia de sua criação vinha desde 2004, quando o proprietário da TV Cidade Verde, Luiz Carlos Beccari, demonstrou interesse na formação de uma rede estadual de televisão, com o intuito de transmitir com exclusividade a programação do SBT em Mato Grosso. Houve, porém, um impasse, já que haviam outras afiliadas do SBT no interior do estado, das quais a rede não queria abrir mão para ter um contrato de exclusividade com a TV Cidade Verde.
A formação da rede foi consolidada no dia 15 de maio de 2009, quando o grupo anunciou o rompimento do contrato de afiliação de 18 anos com o SBT e a mudança para a Rede Bandeirantes. Com isso, houve o alinhamento das emissoras de Cuiabá com as do interior do estado, que, junto à matriz, mudaram para a programação da Band à meia noite e 45 do dia seguinte.
No dia 1 de setembro de 2019, as emissoras da rede, seguindo a cabeça de rede em Cuiabá, deixam a Band após 10 anos de afiliação, o que faz com que a Rede Cidade Verde se torne uma rede de televisão independente, apostando em uma programação própria e na expansão de seu sinal para todo o estado de Mato Grosso. Um dos principais motivos para o fim da parceria era a crise financeira que a rede paulista vinha enfrentando desde 2014, culminando em atrasos no pagamento de repasses do uso de sinal à rede mato-grossense.
Em 1 de março de 2021, a rede expande pela primeira vez sua cobertura para fora do estado de Mato Grosso, por meio da TV Águia Dourada, em Porto Velho, Rondônia.

## Programas
Atualmente, a Rede Cidade Verde produz ou exibe os seguintes programas:
- Cidade Kids: Programa infantil;[7]
- Cidadão Consumidor: Programa sobre direito do consumidor, com Onofre Júnior;[8]
- Edelson Moura na TV: Programa de variedades, com Edelson Moura;
- Estilo: Programa de variedades, com Herbet Mattos;[9]
- Estúdio Ao Vivo: Programa de entrevistas, com Onofre Ribeiro;[10]
- Jornal da Cidade: Telejornal, com Andersen Navarro;[11]
- Na Cozinha: Programa de culinária, com Larissa Borba;
- Programa do Pop: Jornalístico, com Everton Pop;[12]
- Passando A Limpo: Jornalístico, com Agnelo Corbelino;[13]
- Pesca e Aventura: Programa sobre pescaria e viagens, com Jango;[14]
- Ponto de Vista: Programa de entrevistas, com Onofre Júnior;[15]
- Repórter Gospel: Religioso, com Fábio Senna;[16]
- Turma do Vini: Programa infantil, com Venício Bulhões;[17]

Diversos outros programas compuseram a grade da rede, e foram descontinuados:
- Aqui Agora MT
- Arquivo Policial
- Cidade 40 Graus[18]
- Balança MT[19]
- Band Debate[20]
- Esporte na Rede[21]
- Bom Dia Mulher
- Estúdio Band
- Força de Elite[22]
- Jornal de Mato Grosso
- Mães e Filhos[23]
- Mato Grosso Urgente[24]
- Melhor do Dia[25]
- MT Acontece 1ª Edição[26]
- MT Acontece 2ª Edição[27]
- Não Pira[28]
- Meu Mato Grosso
- Nossa Gente
- O Livre[29]
- Olho Vivo na Cidade[30]
- Perspectivas[31]
- Pop nas Ruas[32]
- Pop Show[25]
- Programete
- SBT Mato Grosso
- Sérgio Ricardo Mato Grosso[24]
- Sucesso
- Tele Mercado
- TJ Cidade Verde